# Крыловка (Воронежская область)
Крыло́вка — село в Новоусманском районе Воронежской области. Входит в Тимирязевское сельское поселение.

## Население
| 1859 | 2000 | 2005 | 2008 | 2010 |
| ---- | ---- | ---- | ---- | ---- |
| 866  | ↘190 | ↘166 | ↘153 | ↗161 |

## Уличная сеть
- ул. Ольховатская
- ул. Первомайская
- ул. Речная
- ул. Свободы

## Достопримечательности
В селе имеется полуразрушенная церковь Казанской иконы Божьей матери 1887 года постройки.